# 샌프란시스코 8인
샌프란시스코 8인(San Francisco 8)은 2007년 1월 체포된 8명의 흑표당 전 당원들이다. 이들은 1971년 잉글사이드 경찰서에서 존 V. 영 경사를 살해한 혐의를 받았다. 허먼 벨과 잘릴 문타킴은 이미 구금된 상태였고, 리처드 브라운, 리처드 오닐, 레이 보르도, 행크 존스는 캘리포니아에서, 프란시스코 토레스는 뉴욕주 퀸스에서, 해롤드 테일러는 플로리다 주에서 체포되었다. 이들 여덟 명에게는 각각 3 ~ 5백만 달러의 현상금이 걸려 있었다.
2008년 1월, 피고 중 다섯명에 대한 음모 혐의 기소가 취하되었고, 리처드 오닐은 모든 혐의가 취하되어 사건은 샌프란시스코 7인 이라고 개칭되었다. 2009년 1월 29일, 허먼 벨이 자신이 영 살해의 자발적 주범임을 자백했다. 보르도, 브라운, 존스, 테일러, 문타킴은 그 다음달까지 모살 음모 가담 혐의를 부인했고, 벨을 제외한 나머지는 모두 기소가 취하되었다.

## 같이 보기
- 흑표당